# Janet Puiggròs Miranda
Janet Puiggròs Miranda (Los Angeles, 15 de desembre de 1967) és una ciclista de muntanya catalana, resident a Palamós.
Va ser seleccionada per participar en els Jocs Olímpics d'Atenes de 2004, però un positiu per EPO en un control antidopatge li n'impedí la participació.

## Palmarès
- 1998
  - 3a al Campionat d'Espanya en Camp a través
- 1999
  - 1a a l'IronBike[3]

- 2000
  - 2a al Campionat d'Espanya en Camp a través
- 2001
  - 3a al Campionat del món en Camp a través per relleus (amb José Antonio Hermida, Carlos Coloma i Iñaki Lejarreta)
  - 3a al Campionat d'Espanya en Camp a través
- 2002
  - 2a al Campionat d'Espanya en Camp a través
- 2003
  - 2a al Campionat d'Espanya en Camp a través